# Brazil Resources
A Brazil Resources, que mudou de nome para Gold Mining, é uma empresa de exploração mineral voltada para aquisição e desenvolvimento de projetos nos distritos auríferos emergentes do Brasil, do Paraguai e de países da América do Norte. No Brasil, a mineradora detém os projetos de ouro Cachoeira e São Jorge, ambos localizados no Pará, onde opera por meio da Brazilian Resources Mineração. A companhia está listada na Bolsa de Valores de Toronto (TSX) e tem como principal sócio o grupo brasileiro Brasilinvest, do empresário Mario Garnero.

## História
A Brazil Resources comprou o projeto Cachoeira da Luna Gold Corporation em 2012. Em 2013, a mineradora comprou a Brazilian Gold Corporation por aproximadamente US$ 13,5 milhões e no ano de 2014, a Brazil Resources apresentou para o Departamento Nacional de Produção Mineral (DNPM) todos os documentos referentes à concessão de lavra do projeto Cachoeira, no Pará, visando prorrogar a data de início das operações para junho de 2016.
Além do projeto Cachoeira Gold, que fica nos municípios paraenses de Itaituba e Novo Progresso, a mineradora tem outro projeto avançado que é o São Jorge, também de ouro e na mesma região que é o Cinturão de Ouro de Gurupi. Ambos os projetos têm o relatório técnico NI 43-101, exigido por autoridades canadenses. Os demais empreendimentos da Brazilian Resources são o projeto de ouro Artulândia, em Goiás; os projetos de ouro Trinta e Montes Áureos, no Maranhão; os projetos Surubim e Boa Vista, no Pará; e o Apa High, no Paraguai.

## História recente
Em 2015, a Brazil Resources comprou o projeto de cobre e ouro Whistler, no Alasca, da Kiska Metals. Em dezembro de 2016, a empresa mudou o nome para Gold Mining,uma vez que seu foco não é mais exclusivamente o Brasil.